# Affame ton chien
Pour plus de détails, voir Fiche technique et Distribution.
Affame ton chien est un film marocain réalisé par Hicham Lasri, sorti en 2015.
Il est présenté au Festival international du film de Toronto 2015, puis en section Panorama à la Berlinale 2016.

## Fiche technique
- Titre français : Affame ton chien
- Réalisation : Hicham Lasri
- Scénario : Hicham Lasri
- Pays d'origine : Maroc
- Format : Couleurs - 35 mm - Dolby
- Genre : drame
- Durée : 94 minutes
- Date de sortie :
  -  Canada : 20 septembre 2015 (Festival international du film de Toronto 2015)
  -  Allemagne : 12 février 2016 (Berlinale 2016)

## Distribution
- Jirari Ben Aissa : Driss Basri
- Latefa Ahrrare : Rita
- Fehd Benchemsi : Rachid Bassura
- Adil Abatourab : Lotfi
- Fairouz Amiri : Alia
- Jamal Lababsi : le garde du corps
- Yassine Sekkal : Khalid
- Salma Eddlimi : la fille
- Jalila Tlemsi : Nassima
- Yahya El Fouandi : Brahim